# Xiaomi Mi 10 Ultra
Xiaomi Mi 10 Ultra là một điện thoại thông minh Android do Xiaomi phát triển và tam thời lưu hành giới hạn trong Trung Quốc từ ngày 11 tháng 8 năm 2020, đánh dấu 10 năm thành lập.

## Thông số kỹ thuật

### Thiết kế
Mi 10 Ultra sử dụng khung nhôm, kính Gorilla Glass 5 ở mặt trước và Gorilla Glass 6 ở mặt sau. Màn hình cong và lớn hơn Mi 9 Pro; một đường cắt hình tròn ở góc trên bên trái cho camera mặt trước thay thế phần tai thỏ của Mi 9 Pro. Mô-đun máy ảnh có hình chữ nhật và hơi nhô ra, với mô-đun phía dưới chứa ba cảm biến và đèn flash, và mô-đun phía trên dành cho cảm biến tele của kính tiềm vọng với điểm nhấn màu bạc. Nó sẽ có sẵn trong các màu Đen Obsidian, Bạc Thủy ngân và một Phiên bản trong suốt đặc biệt

### Phần cứng
Mi 10 Ultra được trang bị bộ vi xử lý Qualcomm Snapdragon 865, với GPU Adreno 650. Bộ nhớ không thể mở rộng với 128, 256 hoặc 512 GB UFS 3.1 được ghép nối với 8, 12 hoặc 16 GB RAM LPDDR5.
Máy có màn hình OLED 6,67 inch (169 mm) FHD + do TCL sản xuất với hỗ trợ HDR10 + và máy quét vân tay quang học (trong màn hình). Tuy nhiên, bảng điều khiển có tốc độ làm mới 120 Hz cao hơn so với 90 Hz trên Mi 10 và Mi 10 Pro và có thể hiển thị một tỷ màu. Pin là lithium-ion dựa trên graphene với dung lượng 4500 mAh; hỗ trợ sạc có dây qua USB-C ở tối đa 120 W hoặc không dây ở tối đa 50 W (Qi), với sạc ngược 10 W.
Phía sau có thiết lập 4 camera, với cảm biến rộng 48 MP, cảm biến tele "kính tiềm vọng" 48 MP zoom 5x, cảm biến tele zoom 2x 12 MP và cảm biến siêu rộng 20 MP. Máy ảnh mặt trước sử dụng cảm biến 20 MP.

### Phần mềm
Máy chạy trên Android 10, tùy chỉnh Xiaomi của MIUI 12 da